# Telma de Souza
Telma Sandra Augusto de Souza (Santos, 29 de setembro de 1944), mais conhecida como Telma de Souza ou apenas Telma, é uma pedagoga, professora, advogada e política brasileira, filiada ao Partido dos Trabalhadores (PT). Foi vereadora e prefeita de Santos, deputada estadual e federal por São Paulo, e atualmente exerce novo mandato de vereadora na cidade de Santos. Em sua primeira gestão como prefeita, Telma participou de um marco na história da reforma psiquiátrica no Brasil ao decretar a intervenção na Casa de Saúde Anchieta em 03 de maio de 1989.

## História

### Primeiros anos e formação
Nascida em Santos, Telma de Souza ingressou em 1963 na Faculdade de Filosofia, Ciências e Letras da Faculdade Católica de Santos através de um prêmio concedido pela Casa Ricordi e pelo Conservatório Musical de Santos. Após concluir sua formação em pedagogia em 1966 e iniciar carreira como docente da rede pública e privada, Telma prestou vestibular para a Faculdade de Direito da mesma instituição, alcançando o primeiro lugar entre duzentos e trinta e seis inscritos. Formou-se em direito em 1971.  Ao mesmo tempo, realizou pós graduação em psicologia da educação na PUC-SP e cursos de especialização em Londres e Munique.

### Na política
Paralelamente à carreira acadêmica, Telma envolveu-se no movimento sindical do professorado paulista. Em 1980, foi uma das fundadoras do Partido dos Trabalhadores, liderando o núcleo do partido em Santos. Em 1982, candidatou-se para a câmara de Santos, elegendo-se com 6.249 votos, ficando em terceiro lugar e sendo a mais votada do partido.
Após quinze anos sob intervenção federal pela ditadura militar (baseada na Lei de Segurança Nacional), Santos pôde realizar eleições para a prefeitura em 1984. As forças políticas da cidade articularam várias candidaturas baseando-se na legislação do voto de sublegendas (onde os partidos eram obrigados a lançarem vários candidatos e o vencedor era conhecido pela soma de votos dos candidatos de cada partido). Telma de Souza foi uma das candidatas do PT. Entre onze candidatos distribuídos por quatro partidos (PMDB, PDS, PDT e PT), Telma obteve o terceiro lugar, sendo a candidata de sublegenda mais votada do PT com 34.252 votos. O vencedor daquela eleição foi o ex-vereador e vice-prefeito Osvaldo Justo , do PMDB.
Apesar da derrota, Telma se consolidou como a principal liderança santista do PT. Em 1985 foi uma das participantes do movimento ambiental que pedia a preservação da Serra do Mar. Integrando a oposição, Telma de Souza se beneficiou do mandato polêmico e impopular de Justo   e acabou lançando sua candidatura ao cargo de deputada estadual.
Nas eleições de 1986, Telma foi eleita deputada estadual com 28.615 votos (dos quais 21.330 apenas na cidade de Santos, onde foi apelidada de "Musa do Cais" por conta do grande número de votos recebidos daquela região da cidade). Apesar de eleita, Telma fez um mandato discreto e não escondeu a pretensão de lançar-se novamente candidata à prefeitura de Santos. Em 12 de agosto de 1987, a deputada compareceu ao 36º Distrito Policial da capital paulista e registrou um boletim de ocorrência de agressão contra Donato Guedes, assessor parlamentar do deputado Afanásio Jazadji (PMDB).
Em 1988, lançou-se novamente candidata para a prefeitura de Santos. 
O prefeito Justo lançou como candidato o deputado federal Del Bosco Amaral, contando com o apoio do governador Quérciaenquanto o PDS lançou o ex-prefeito de Santos Paulo Gomes Barbosa. As primeiras pesquisas indicavam uma disputa entre Barbosa e Telma, com Del Bosco em terceiro. Na véspera da eleição, o Instituto Datafolha indicou uma vitória apertada de Telma com 32%, seguida por Del Bosco com 29% e Barbosa com 25%. 
Após a apuração dos resultados, Telma de Souza venceu Del Bosco com uma diferença de 993 votos. O resultado apertado gerou protestos no PMDB, que exigiu (sem sucesso) uma recontagem dos votos.

### Prefeitura de Santos
Telma assumiu a prefeitura em 1.º de janeiro de 1989 e afirmou que a cidade de Santos encontrava-se "falida", com apenas 29 milhões de cruzados em caixa (enquanto que o orçamento anual da cidade era de 170 bilhões de cruzados) e correndo o risco de não realizar pagamento aos funcionários públicos.
Até o fim da gestão de Justo, a empresa estatal municipal Prodesan (Empresa de Progresso e Desenvolvimento de Santos S/A) havia contratado quase dois mil e quinhentos funcionários de confiança. Após assumir a prefeitura, a gestão Telma iniciou um plano de reforma administrativa e um censo de funcionários. Em fevereiro, cento e cinquenta funcionários de confiança foram demitidos da Prodesan. Em março, a prefeitura conseguiu aprovar um projeto de lei na câmara prevendo reajustes salariais ao funcionalismo com base no índice de variação do custo de vida do Dieese.
Uma das primeiras ações de governo foi a de controlar a população de gatos de rua existentes na cidade, apesar de protestos de parte da população. Na gestão anterior, o prefeito Justo mandou soltar dezenas de gatos para combater a proliferação de ratos na orla da cidade. O novo secretário de saúde, o sanitarista David Capistrano Filho, alegou que a “superpopulação” de gatos era a principal responsável pelo surto de bicho geográfico que havia nas praias santistas.

#### Transporte público
Uma das promessas de campanha de Telma foi o congelamento das tarifas de ônibus. Três meses após o decreto de congelamento, a gestão Telma promoveu um reajuste de 40%. Posteriormente Telma alegou que o aumento foi motivado pela implantação do Plano verão pelo governo Sarney.
Em Santos, o empresariado local protestou contra o congelamento e passou a atrasar salários por falta de recursos. Ao mesmo tempo, o reajuste desencadeou uma greve de ônibus na cidade, parte da Greve Geral do Brasil de 14 e 15 de março de 1989 contra o Plano Verão. Telma exigiu o retorno dos ônibus às ruas, porém não obteve êxito. Assim, expropriou a empresa privada Viação Santos-São Vicente e determinou a transferência de seu patrimônio para a estatal Companhia Santista de Transportes Coletivos (CSTC). A Santos-São Vicente detinha a concessão de parte das linhas de Santos e recorreu ao judiciário. Durante o processo de expropriação, vinte ônibus da Santos-São Vicente desapareceram da garagem da empresa.
A expropriação acabou na justiça e quatro meses depois a empresa privada conseguiu reverter a decisão. Durante a retomada dos bens pela Santos-São Vicente, ocorreu um confronto entre funcionários da empresa e da prefeitura que terminou com a morte do funcionário da CSTC e membro do PT Anésio Pimenta dos Reis (conhecido por Kojak). A morte de Kojak, ocorrida em plena campanha eleitoral da Eleição presidencial no Brasil em 1989, fez Lula suspender seus eventos e protestar contra o crime. A briga judicial e política contra a concessionária resultou na municipalização do transporte na cidade.

#### Saúde
Em 1989, durante a gestão de Telma de Souza na prefeitura de Santos, esta tornou-se a primeira cidade brasileira a implantar um núcleo de atendimento a pacientes com Aids, o Craids (Centro de Referência em Aids).

### José Bonifácio
Enquanto deputada federal, foi a autora da lei que tornou o santista José Bonifácio um Herói da Pátria, em 2005. Como deputada estadual, Telma é autora da Lei Estadual 11.049/2013, que que instituiu o “Programa Memória de José Bonifácio", que, entre outras coisas, transfere a capital do Estado de São Paulo para Santos, terra natal de José Bonifácio de Andrada e Silva, todo dia 13 de junho, sua data de nascimento.
O projeto foi promulgado no ano de comemoração do 250º aniversário do Patriarca da Independência, após derrubada de veto do governador Geraldo Alckmin à ideia. A lei prevê, ainda, a promoção de cerimônia cívica junto ao monumento do Patriarca, no Centro Histórico de São Paulo, durante os festejos da Semana da Pátria, em todo mês de setembro, além da republicação das obras do ilustre santista pela Imprensa Oficial do Estado, a inserção de uma semana de atividades específica no calendário escolar da rede estadual, entre outros itens.
Em sua volta à Assembleia Legislativa de São Paulo (Alesp) em março de 2011 – foi eleita pela primeira vez à Casa em 1986 –, Telma, através de inúmeros projetos, levantou importantes bandeiras em prol de todo o Litoral Paulista. Lá, a parlamentar coordenou as Frentes Pró-Mobilidade Urbana da Baixada Santista e da defesa de Santos como subsede da Copa do Mundo de 2014, além de ocupar a 4ª Secretaria da Mesa Diretora e presidir a Comissão de Saúde da Casa entre março de 2013 e março de 2015.

### Procuradoria Especial da Mulher
A Procuradoria Especial da Mulher na Alesp é um órgão interno e faz parte do organograma da Casa. Telma estimulou, junto a vereadores de todo o Estado, a criação de versões municipais nas Câmaras. Já foram criadas versões em Itanhaém, Peruíbe, Praia Grande, Pindamonhangaba, Limeira, Araraquara, Guarulhos, Ibiúna e Osasco. As Procuradorias vêm realizando trabalhos importantes e colocando cada vez mais as causas femininas nas pautas de discussão, criando-se verdadeiras embaixadas das mulheres para o apoio, acolhimento e formação. O resultado disso é uma aproximação cada vez maior do Legislativo com a população feminina, próximos à demanda real de cada região, fica cada vez mais eficiente colher propostas e encaminhamentos que melhor atendam às demandas.

### Dia Mães de Maio
Ainda como deputada estadual, Telma foi a autora da Lei nº 14.981, que criou o "Dia Mães de Maio" no calendário oficial do Estado de São Paulo. A ser lembrada em todo dia 12 de maio, a data perpetuou a memória das vítimas dos assassinatos em série ocorridos em São Paulo em maio de 2006, decorridas dos confrontos entre a Polícia e facções criminosas, especialmente na Baixada Santista. Organismos não governamentais de diversas partes do Brasil calculam que 450 pessoas teriam sido executadas no episódio que ficou conhecido como os "Crimes de Maio".

## Desempenho em eleições
| Ano  | Eleição               | Partido | Candidata a       | Votos         | Votos em Santos                                            | Resultado  |
| ---- | --------------------- | ------- | ----------------- | ------------- | ---------------------------------------------------------- | ---------- |
| 1982 | Municipal de Santos   | PT      | Vereadora         | —             | 6.249 (3º)                                                 | Eleita     |
| 1984 | Municipal de Santos   | PT      | Prefeita          | —             | 34.252 (3º)                                                | Não Eleita |
| 1986 | Estadual de São Paulo | PT      | Deputada Estadual | 28.615 (68º)  | não disponível                                             | Eleita     |
| 1988 | Municipal de Santos   | PT      | Prefeita          | —             | 73.176 (1º)                                                | Eleita     |
| 1994 | Estadual de São Paulo | PT      | Deputada Federal  | 138.082 (6ª)  | não disponível                                             | Eleita     |
| 1996 | Municipal de Santos   | PT      | Prefeita          | —             | 94.771 (1º - primeiro turno) 123.618 (2º - segundo turno)  | Não Eleita |
| 1998 | Estadual de São Paulo | PT      | Deputada Federal  | 135.172 (13º) | 82.590 (1º)                                                | Eleita     |
| 2000 | Municipal de Santos   | PT      | Prefeita          | —             | 116.577 (1º - primeiro turno) 127.934 (2º - segundo turno) | Não Eleita |
| 2002 | Estadual de São Paulo | PT      | Deputada Federal  | 161.198 (21º) | 82.795 (1º)                                                | Eleita     |
| 2004 | Municipal de Santos   | PT      | Prefeita          | —             | 93.573 (1º - primeiro turno) 119.231 (2º - segundo turno)  | Não Eleita |
| 2006 | Estadual de São Paulo | PT      | Deputada Federal  | 89.637 (60º)  | 45.632 (1º)                                                | Não Eleita |
| 2008 | Municipal de Santos   | PT      | Vereadora         | —             | 20.631 (1º)                                                | Eleita     |
| 2010 | Estadual de São Paulo | PT      | Deputada Estadual | 90.361 (52º)  | 41.063 (2º)                                                | Eleita     |
| 2012 | Municipal de Santos   | PT      | Prefeita          | —             | 41.623 (2º)                                                | Não Eleita |
| 2014 | Estadual de São Paulo | PT      | Deputada Estadual | 55.250 (103º) | 30.445 (2º)                                                | Não Eleita |
| 2016 | Municipal de Santos   | PT      | Vereadora         | —             | 8.604 (2º)                                                 | Eleita     |
| 2018 | Estadual de São Paulo | PT      | Deputada Federal  | 32.515 (129º) | 15.742 (4º)                                                | Não Eleita |
| 2020 | Municipal de Santos   | PT      | Vereadora         | —             | 8.381 (1°)                                                 | Eleita     |
| 2022 | Estadual de São Paulo | PT      | Deputada Estadual | 52.887 (106º) | 26.480 (3º)                                                | Não Eleita |